# 回折縞
回折縞（かいせつじま、英: diffraction fringe）とは、光の回折によって生じる干渉縞のことをいう。

## 望遠鏡での回折縞

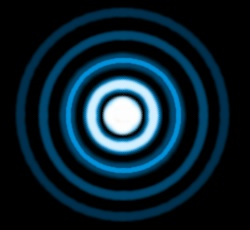
恒星を望遠鏡にて映し出した縞模様：回折縞（イメージ図）

望遠鏡の能力には分解能というものがある。分解能を得るには、アイリス（スリット）を通すが、このためそのスリットでは回折現象が起こる。回折で広がった光を再び集光し像を結ぶ時に現れる干渉縞を回折縞という（右図）。この縞模様は無限に小さな点を観測したとしても生じる点なので、望遠鏡の観測において、私たちはこの縞模様の中心点よりも小さな部分に分解してをみることができない。望遠鏡の口径が大きくなるほど、中心の点の半径は小さくなる性質があり、大きな口径の望遠鏡の分解能が大きくなる。